# Sankt Gilgen
Sankt Gilgen is een plaats en gemeente in het district Salzburg-Umgebung in de Oostenrijkse deelstaat Salzburg, gelegen aan het Wolfgangmeer. Het bezit een winkelstraat met Gasthof zur Post en een Rathaus en een 13e-eeuwse Sankt Gilgenkerk. Hier is ook de aanlegplaats van het raderschip "Kaizer Franz-Jozef" die de lijn Strobl-Sankt Wolfgang-Sankt Gilgen onderhoudt.

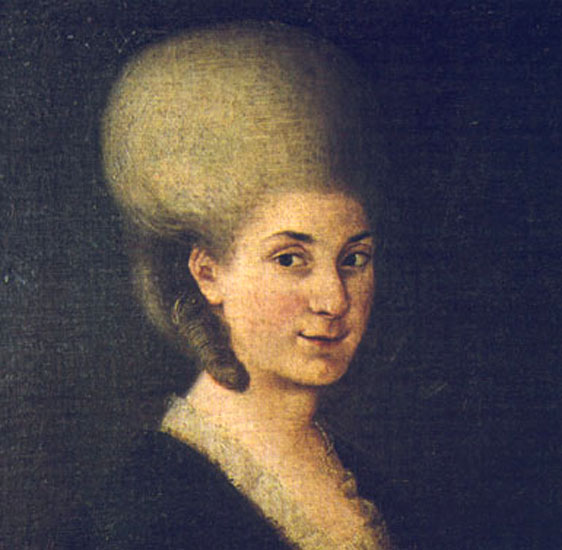
Nannerl Mozart als volwassene.

Het Mozarthaus houdt de relatie tussen de familie Mozart en Sankt Gilgen in herinnering. De moeder van de beroemde componist Wolfgang Amadeus Mozart werd in 1720 als Anna Maria Walpurga Pertl in Sankt Gilgen geboren. Zij was de dochter van de "Pfleger" oftewel prefect van Sankt Gilgen. Later was haar dochter Nannerl, eigenlijk Maria Anna Ignatia Mozart, in 1784 op haar beurt de derde echtgenote van Pfleger Johann Baptist Franz v. Berchtold zu Sonnenburg.
Het voormalige Pflegegericht, nu Mozarthaus, werd tussen 1718 en 1720 door de toenmalige "salzburgischer Pflegekommissarius" Wolfgang Niklas Pertl, de grootvader van Wolfgang Amadeus en Nannerl, gerenoveerd. Het ingewikkelde chronogram boven de voordeur luidt:
aeDes Istas antehaC rVInosas fVnDItVs reaeDIflCat FRANC. Ant. A(rchiepiscopus) P(rinceps) S(alisburgensis) S(abctae) S(edis) A(postolicae) L(egatus) S(acri) R(omani) I(mperii) P(rinceps) ab Harrach
De letters vormen samen het Latijnse jaartal 1720.
In het Mozarthaus wordt herinnerd aan de familie Mozart, maar de grote componist Wolfgang Amadeus heeft het geboortehuis van zijn moeder en het huis van zijn zuster zelf nooit bezocht.